# Bilirubina
La bilirubina és un producte de degradació de l'hemoglobina, principalment, però també de la mioglobina i altres proteïnes. La bilirubina s'utilitza en el diagnòstic de moltes malalties i, en especial, de les hepàtiques.
A l'ésser humà, els eritròcits vells són retinguts i degradats al sistema reticuloendotelial, específicament, al fetge i la melsa, després d'aproximadament 120 dies a la circulació. Aproximadament el 85 per cent del que hem destinat a la degradació prové d'aquests eritròcits i el 15 per cent restant deriva del recanvi d'eritròcits immadurs i citocroms dels teixits no eritroides. Existeix una destrucció i producció de 6g per dia d'hemoglobina, situació que presenta dos problemes, el primer, que l'anell de porfirina és hidròfob i ha de fer-se soluble primer per després ésser excretat. I el segon, el ferro ha d'ésser conservat per a la nova síntesi del grup hemo.

## La degradació del grup hemo
En entrar al sistema reticuloendotelial, la globina és reciclada o convertida a aminoàcids, que després seran reciclats o catabolitzats per l'hemo oxigenasa de les cèl·lules. L'hemo oxigenasa, en presència de NADPH i d'O2, pot agregar un grup hidroxi al pont de metilè entre dos anells pirròlics, amb l'oxidació concomitant del ferro ferròs a fèrric (Fe3+). L'anell de porfirina es divideix en una segona oxidació pel mateix sistema enzimàtic. En alliberar-se el ferro fèrric i el monòxid de carboni comença la producció de la biliverdina, un pigment verd. A banda de biliverdina, la reacció origina un tetrapirrole lineal, aigua i monòxid de carboni. Aquesta és l'única reacció del cos que es coneix que produeix CO. La majoria del CO és expulsat a través dels pulmons i, per tant, la quantitat de CO alliberat és una mesura directa de l'activitat de l'hemo oxigenasa en un individu. A la següent reacció un segon metilè entre els anells III i IV es redueix a través de l'enzim biliverdina reductasa, produint bilirubina, de color ataronjat.

Grup hemo b.

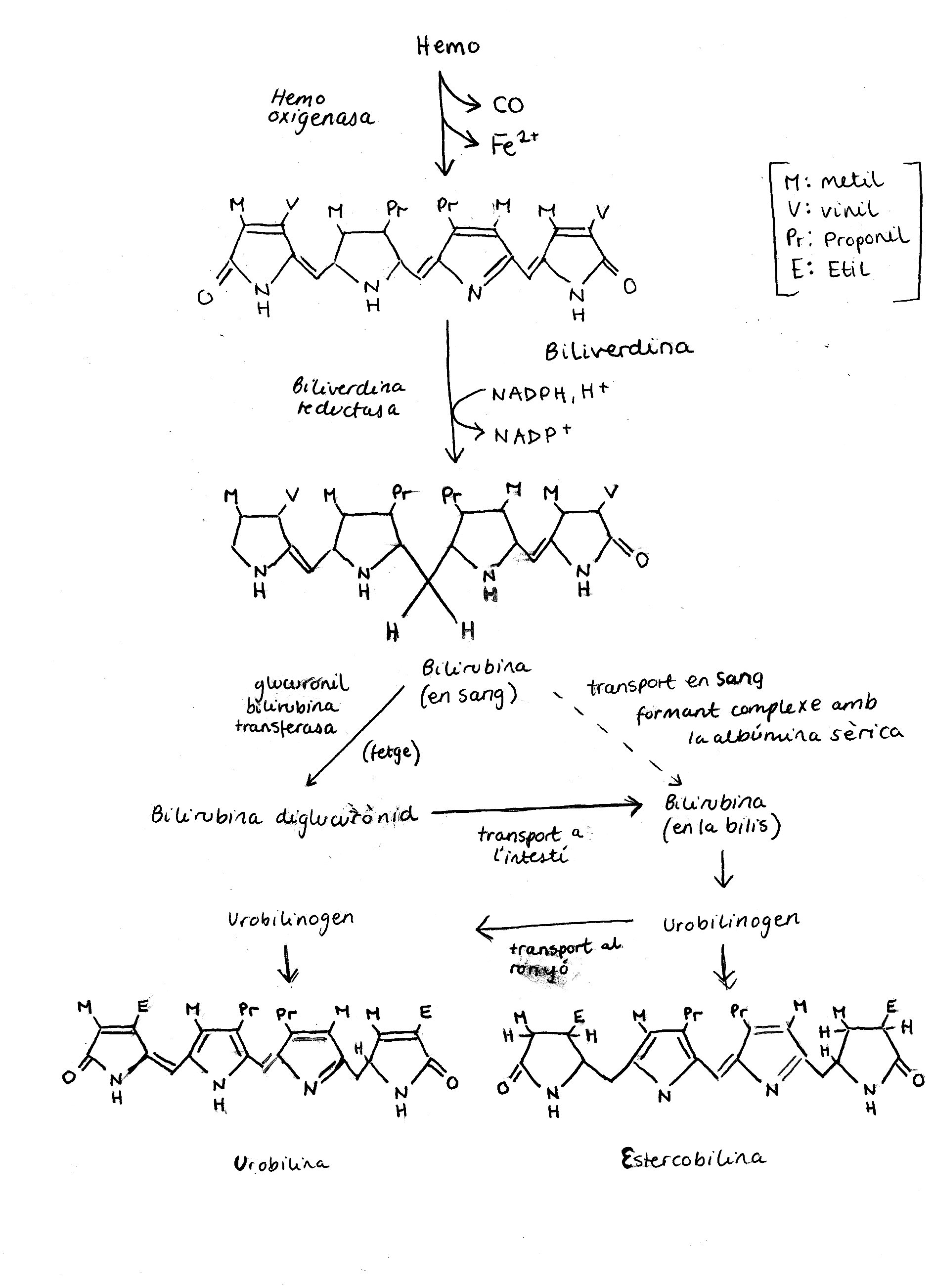
La bilirubina i els seus productes de degradació

L'estructura química de la bilirubina conté subgrups polars que es troben més cap a l'interior de la molècula, per tant, és una molècula extremadament poc hidrosoluble denominada bilirubina indirecta. Per a poder circular al plasma s'uneix a l'albúmina per enllaços no covalents. Ara és traslladada al fetge on es dissocia de la molècula portadora d'albúmina i entra a l'hepatòcit, on s'uneix a la ligandina i altres proteïnes intracel·lulars. A continuació, la solubilitat de la bilirubina augmentarà amb l'addició de dues molècules d'àcid glucorònic, cedides per l'àcid UDP-glucuronat. Aquest àcid reacciona amb les dues cadenes laterals de propionat. El procés és catalitzat per la glucuronil transferasa i es coneix com a conjugació. L'increment en la solubilitat en aigua del tetrapirrole facilita la seva excreció amb la resta de la bilis com a pigment biliar.
La bilirubina conjugada amb àcid glucurònic, també anomenada bilirubina directa, es transporta per mecanismes actius, com el transportador de membrana MPR2, contra un gradient de concentració cap als canalicles biliars i després a la bilis, on se secreta. Si aquesta via es veu bloquejada per una litiasi biliar o un tumor maligne a la vesícula biliar, al fetge o al pàncrees, causa un augment de bilirubina a la sang. En condicions normals, la bilirubina es dirigeix cap a l'intestí després d'haver estar secretada per la bilis.
Els bacteris intestinals metabolitzen aquesta bilirubina, primerament, el diglucurònid de bilirubina s'hidrolitza i es redueix mitjançant l'acció enzimàtica d'aquests bacteris per a produir un compost incolor i hidrosoluble anomenat urobilinogen. Aquest és majoritàriament oxidat per bacteris de l'intestí fins estercobilina i dipirrolè, que contribueixen al color característic dels excrements. Tanmateix, part de l'urobilinogen és reabsorbit a l'intestí i entra a la sang a través d'aquest, i una altra quantitat és capturat pel fetge i tornat a excretar a la bilis. La resta de l'urobilinogen es transporta a través de la sang cap al fetge, on es transforma en urobilina groga i posteriorment s'excreta. Aquesta substància és la que dona el color groc a l'orina. Si la concentració de bilirubina conjugada al plasma és anormalment alta, també pot ésser excretada per l'orina.

## Aspectes clínics
En individus normals, la bilirubina intestinal serveix de substrat per als bacteris i produeix els productes finals de porfirina, urobilinògens i urobilines. La bilirubina i els seus productes catabòlics es coneixen com a pigments biliars. La degradació del grup hemo és una via llarga amb diversos sistemes orgànics implicats, per tant, existeixen diverses possibilitats que falli alguna part del procés a causa d'una malaltia, com ara la coagulació intravascular disseminada o la hemoglobinúria paroxística nocturna. Quan el catabolisme del grup hemo és defectuós, la bilirubina es va acumulant a la sang, aquest trastorn s'anomena hiperbilirubinèmia. Aquest defecte es pot detectar primerament per la icterícia, que provoca símptomes com el color groc de la pell i les escleròtiques i es manifesta quan la concentració de bilirubina és superior a 2 mg/100 ml.
Els tipus d'icterícia més coneguts són:

### Icterícia hemolítica
El fetge té una capacitat de conjugar i excretar una quantitat de bilirubina major de la seva producció diària, això no obstant, la lisi massiva d'eritròcits (provocada per algunes malalties) pot produir bilirubina a major velocitat de la que pot conjugar-se. A continuació, la bilis excreta més bilirubina, la quantitat d'urobilinogen que ingressa a la circulació enterohepàtica també s'eleva, tal com passa amb l'urobilinogen a l'orina. La bilirubina en orina no es detectarà, ja que la bilirubina no conjugada, en estar fortament unida a l'albúmina, no està filtrada pel ronyó. En conseqüència, els nivells sanguinis de bilirubina no conjugada augmenten. Donarà lloc a una coloració més obscura de les femtes.

### Icterícia obstructiva
Aquest tipus d'icterícia es deu a l'obstrucció de la via biliar per un tumor hepàtic opistorquiosi o càlculs biliars. La bilirubina no entra a l'intestí, sinó que es queda al plasma, per la qual cosa els pacients presenten entre d'altres, dolors gastrointestinals i nàusees, a més d'excrements pàl·lids. Hi ha un augment de bilirubina a l'orina i dels nivells sanguinis de bilirubina.

### Icterícia hepatocel·lular
Un augment dels nivells sanguinis de bilirubina no conjugada com a resultat del descens de la conjugació a causa d'hepatitis o cirrosi. Aquestes malalties causen perjudicis a les cèl·lules hepàtiques. En cas d'icterícia hepatocel·lular hi haurà un augment de bilirubina en orina i l'urobilinogen no haurà augmentat o fins i tot pot haver disminuït.

### Icterícia neonatal
Els nounats solen tenir uns nivells sanguinis elevats de bilirubina pel fet de tenir una baixa activitat de la glucuronil transferasa, juntament amb una volèmia relativament gran i una producció elevada d'eritròcits perinatals. Després de quatre setmanes és normal que arribin a un nivell semblant al dels adults. Com tenen nivells molt alts de bilirubina es tracta el nounat amb llum fluorescent blava (longitud d'ona de 400-500 nm), que transforma la bilirubina en fotoisòmers més polars i, per tant, més hidrosolubles. Aquests isòmers poden segregar-se a la bilis sense conjugar-se amb l'àcid glucurònic. Alts nivells de bilirubina al plasma resulten tòxics per als nounats, ja que poden impregnar i danyar certes estructures del SNC i augmentar les possibilitats de lesions cerebrals greus.
S'ha demostrat que la bilirubina inhibeix la síntesi d'ADN, desacopla la fosforilació oxidativa i inhibeix l'activitat de l'ATPasa mitocondrial al cervell. També inhibeix diferents classes d'enzims incloent les deshidrogenases, les proteïnes del transport d'electrons, hidrolases i enzims per a la síntesi d'ARN, síntesi proteïca i el metabolisme dels carbohidrats. En unir-se amb la proteïna albúmina té un paper molt important en l'eliminació de la bilirubina de cos, en mantenir el compost en solució i transportar la bilirubina a través del cos.

### Porfíries
Les porfíries són trastorns hereditaris i defectes adquirits a la síntesi del grup hemo. Aquests trastorns es classifiquen com eritroides o hepàtics, depenent del lloc principal on s'expressi el defecte enzimàtic. Totes les vuit classes diferents de porfíries porten a l'excreció de productes derivats biosintètics del grup hemo que doten l'orina d'un color vermell i quan es dipositen a les dents els donen un color entre el marró i el vermell. L'acumulació d'aquests productes derivats en la pell fa que la pell sigui extremadament sensible a la llum solar, el que provoca úlceres i cicatrius desfiguradores. Un altre símptoma de les porfiries és la hipertricosi, un increment del creixement del pèl que condueix a l'aparició de pèls prims a la cara i a les extremitats (la síndrome de l'home llop). Les vuit classes de porfíries són: porfíria cutània tardana tipus I i tipus II, porfíria variant, coproporfíria hereditària, porfíria aguda intermitent, porfíria deficient ALA dehidratasa, protoporfíria eritropoiètica, porfíria eritropoiètica congènita i anèmia sideroblàstica lligada al cromosoma X.

## Exàmens de bilirubina
Al plasma es determina bioquímicament la bilirubina total i directa i es calcula la indirecta per diferència. Es necessita una mostra de sang que a continuació es fa girar a la centrifugadora per a separar la part líquida de les cèl·lules. També es pot realitzar una prova per a mesurar la quantitat de bilirubina a l'orina, fet que és menys freqüent perquè normalment no es troba a l'orina. Aquesta presència a l'orina es pot detectar de forma fàcil qualitativament emprant tires reactives. La cromatografia de líquids d'alta resolució permet la determinació quantitativa  de la bilirubina no conjugada en teixits i fluids corporals amb una alta sensibilitat. Els valors normals de bilirubina en la sang (mg/dl) poden variar en cert grau segons el laboratori. Aquests valors són:
Bilirubina directa o esterificada: 0 a 0.3 mg/dl 

Bilirubina total (directa i indirecta): 0.3 a 1.9 mg/dl

### Hiperbilirubinèmia
L'augment de la bilirubina indirecta o bilirubina total poden ésser signes de:
- Síndrome de Crigler-Najjar[23]
- Malaltia de Gilbert[24]
- Cicatrització d'un hematoma gran
- Anèmia hemolítica
- Malaltia hemolítica del nounat (eritroblastosi fetal)[25]
- Hepatitis
- Icterícia fisiològica (normal als nounats)
- Anèmia drepanocítica
- Reacció a una transfusió
- Anèmia perniciosa

L'augment de la bilirubina directa pot indicar:
- Obstrucció de les vies biliars
- Cirrosi hepàtica
- Síndrome de Dubin-Johnson (molt poc habitual)[26]
- Hepatitis
- Colèstasi intrahepàtica (acumulació de bilis al fetge) benigna recurrent[27]

Altres afeccions sota les quals es pot arribar a fer aquest examen són:
- Estenosi biliar
- Colangiocarcinoma
- Colangitis
- Coledocolitiasi
- Anèmia hemolítica a causa de deficiència de G6PD
- Anèmia aplàstica idiopàtica
- Anèmia hemolítica autoimmunitària idiopàtica
- Anèmia hemolítica immunitària (incloent-hi anèmia hemolítica immunitària induïda per medicaments)
- Anèmia aplàstica secundària
- Púrpura trombocitopènica trombòtica
- Malaltia de Wilson

## Juan Luis Guerra i la bilirubina
El cantautor dominicà Juan Luis Guerra compongué una cançó dedicada a la biliribunia anomenada "La Bilirubina" inclosa al seu disc "Bachata Rosa" que fou publicat l'any 1991.